# ジザフ・マルカジイ・スタジアム
ジザフ・マルカジイ・スタジアム（英: Jizzax Markaziy Stadium）は、ウズベキスタン・ジザフ州の州都ジザフにある多目的スタジアムである。

## 概要
マルカジイはウズベク語で「中央」を意味する。収容人数は33,000人。
主にサッカーの試合に用いられ、ウズベク・リーグに所属するソグディアナ・ジザフがホームスタジアムとして使用している。

## 交通アクセス
ウズベキスタン鉄道のジザフ駅からタクシーで約2 - 3分。